# O-結合型グリコシル化
O-結合型グリコシル化（O-けつごうがたグリコシルか、英: O-linked glycoylation）または単にO-グリコシル化（O-glycosylation）は、タンパク質のセリンまたはスレオニン残基の酸素原子に対する糖分子の付加である。O-グリコシル化はタンパク質が合成された後に起こる翻訳後修飾である。真核生物では、小胞体、ゴルジ体、そして時には細胞質でも行われる。原核生物では細胞質で行われる。セリンまたはスレオニンにはいくつかの異なる糖が付加される場合があり、それらは安定性を変化させたり、活性を調節したりといったいくつかの異なる方法でタンパク質に影響を与える。セリンまたはスレオニンに糖鎖が付加されたO-グリカンは、免疫系細胞の輸送、外来物質の認識、細胞の代謝の制御、軟骨や腱の柔軟性など、体中で多数の機能を持っている。そのため、O-グリコシル化の変化はがん、糖尿病、アルツハイマー病を含む多くの疾患において重要である。O-グリコシル化は、真核生物、古細菌、Burkholderia cenocepacia、Neisseria gonorrhoeae、Acinetobacter baumanniiなど多数の病原性細菌を含む、生命の全てのドメインで生じている。

## 一般的なO-グリコシル化

### O-N-アセチルガラクトサミン（O-GalNAc）

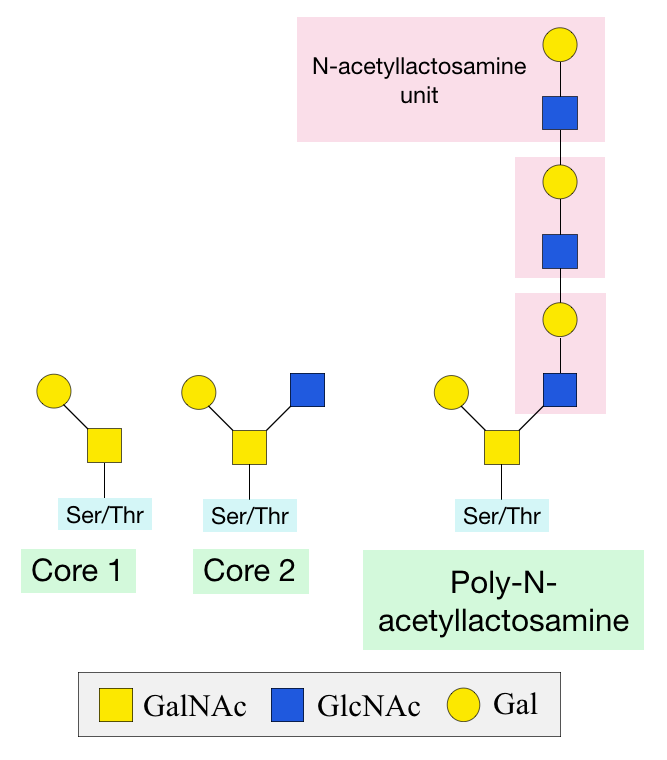
一般的なO-GalNAcコア構造。コア1、コア2、ポリ-N-アセチルラクトサミン構造。

セリンまたはスレオニンに対するN-アセチルガラクトサミン（GalNAc）の付加は、タンパク質のフォールディングの後にゴルジ体で行われる。この過程は、GalNAcトランスフェラーゼ（GALNT）と呼ばれる酵素によって行われ、酵素には20種類のタイプが存在する。O-GalNAc構造は他の糖や、メチル基やアセチル基など他の化合物の付加によってさらに修飾される。こうした修飾によって8種類のコア構造が形成されることがこれまで知られている。さまざまな細胞種において、グリコシルトランスフェラーゼとして知られるさまざまな酵素によってさらに糖が付加され、そのため形成される糖鎖構造は細胞によって異なる。付加される一般的な糖としては、ガラクトース、N-アセチルグルコサミン、フコース、シアル酸がある。これらの糖は硫酸基やアセチル基の付加によってさらに修飾される。

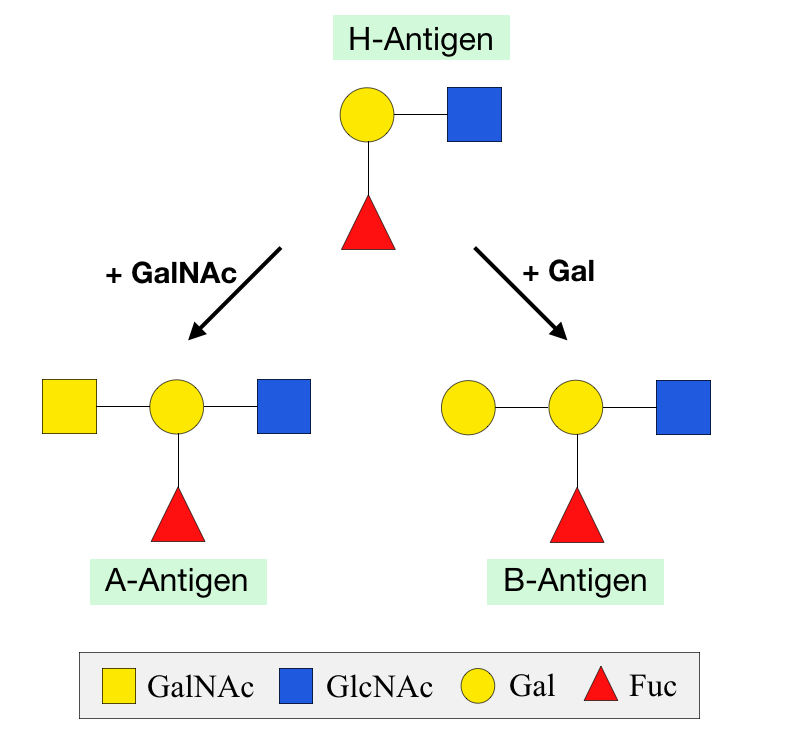
H抗原にN-アセチルガラクトサミン（GalNAc）が付加されることでA抗原が形成され、ガラクトース（Gal）が付加されることでB抗原が形成される。

#### 生合成
GalNAcは、GALNTの活性によって前駆体分子からセリンまたはスレオニン残基へ付加される。この前駆体はタンパク質への付加が行われる場所へ糖を輸送するために必要である。多数の酵素が糖の付加を行い、そのそれぞれが異なる残基に対する選択性を持つため、GalNAcは特定の残基に特異的に付加されるというわけではない。しかし、セリンまたはスレオニンの近傍にはプロリン残基が存在していることが多い。
1つ目の糖が付加されると、他のグリコシルトランスフェラーゼがさらなる糖の付加を触媒する。形成される最も一般的な構造はコア1とコア2である。コア1は1つ目のGalNAcにガラクトース（Gal）が付加されることで形成される。コア2はコア1に加えてさらにN-アセチルグルコサミン（GalNAc）が存在する。コア2にGlcNAcとGalが交互に付加されることで、ポリ-N-アセチルラクトサミン構造が形成される。
O-グリカンの末端の糖はレクチンによる認識に重要であり、免疫系で重要な役割を果たす。フコシルトランスフェラーゼによるフコースの付加によってルイスエピトープが形成され、ABO式血液型の決定因子の足場となる。フコースのみが付加されることでH抗原が形成され、この抗原はO型に存在するタイプである。この構造さらにGalが付加されることにより、B型のB抗原が形成される。代わりにGalNAcが付加されることにより、A型のA抗原が形成される。

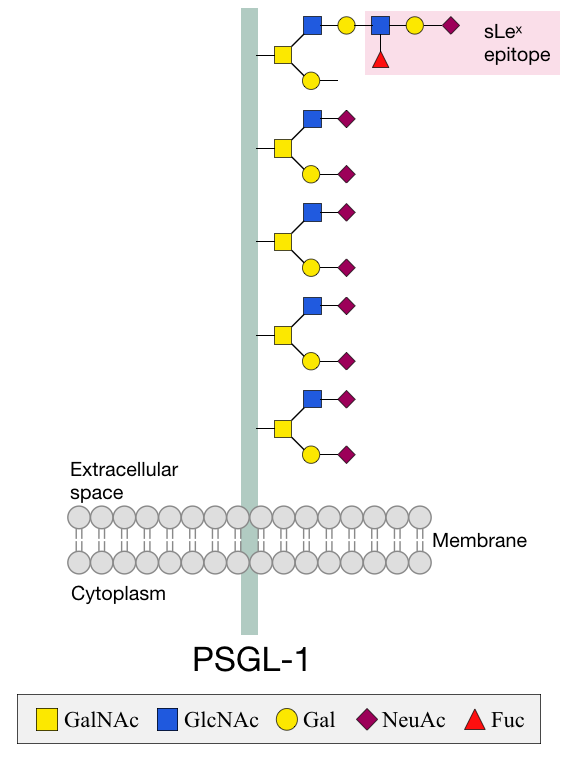
PSGL-1のO-グリカンは、リガンドを細胞表面から離し伸展させる。末端に位置するsLe^{x}エピトープは細胞表面受容体との相互作用を可能にし、白血球の局在をもたらす。

#### 機能
O-GalNAcは、免疫応答過程での白血球の循環、受精、侵入微生物に対する防御など、さまざまな過程で重要である。
O-GalNAcは膜の糖タンパク質に一般的な糖で、タンパク質が膜表面から伸びていくよう、膜近接領域の剛性を高めるのを助ける。例えば、LDL受容体はO-グリカンによって剛性が高められた領域が存在することで細胞表面から伸びてゆく。
免疫系の白血球は感染細胞へ移動するために、受容体を介してこれらの細胞と相互作用を行う必要がある。白血球はこうした相互作用を行うことができるよう、細胞表面にリガンドを発現している。PSGL-1はこうしたリガンドの1つであり、その機能に必要な多くのO-グリカンを含んでいる。末端のsLexエピトープが受容体の相互作用に必要であり、細胞膜の近傍のO-グリカンはPSGL-1の伸展した構造を維持する。
ムチンはO-グリコシル化が高度になされたタンパク質のグループであり、消化器や呼吸器の表面に並んで感染からの保護を行っている。ムチンは負に帯電しており、水と相互作用して蒸発することを防いでいる。こうした相互作用によって器官は潤滑となって細菌が結合して感染することができないようになっており、保護機能に重要な役割を果たしている。ムチンの変化は、がんや炎症性腸疾患を含む多数の疾患において重要である。ムチンタンパク質上のO-グリカンの欠乏はその立体構造を劇的に変化させ、正しい機能を妨げることが多い。

### O-N-アセチルグルコサミン（O-GlcNAc）
通常、セリンまたはスレオニン残基に対するN-アセチルグルコサミンの付加（O-GlcNAc化）は細胞内にとどまる細胞質タンパク質や核タンパク質に対して行われるが、これは通常O-GalNAc修飾が分泌されるタンパク質に対して行われるのと対照的である。この修飾は近年発見されたばかりであるが、修飾されることが知られているタンパク質の数は急激に増加している。この修飾は、分泌タンパク質に対して行われるもの以外で最初に発見されたグリコシル化の例である。

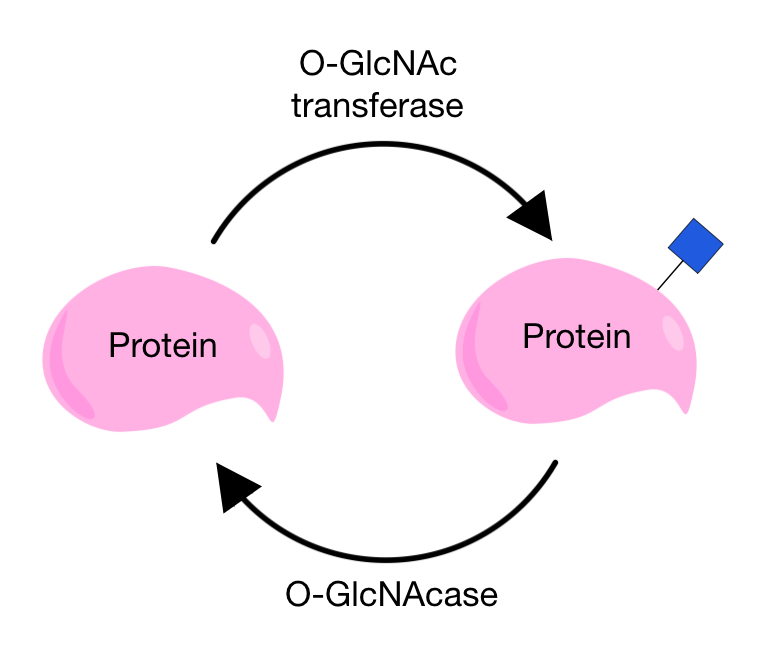
O-GlcNAcはO-GlcNAcトランスフェラーゼによってタンパク質に付加され、O-GlcNAcaseによって除去されるサイクルを繰り返す。

O-GlcNAc化は、多くの場合コア構造に対するさらなる糖の付加が行われないという点で他のO-グリコシル化とは異なり、糖は何度もタンパク質に付加されたり除去されたりする。この付加と除去のサイクルは非常に特異性の高い2つの酵素によって行われる。O-GlcNAcはO-GlcNAcトランスフェラーゼによって付加され、O-GlcNAcaseによって除去される。この特異的修飾に影響を与える酵素はこの2つしか存在しないため、これらの酵素は非常に緊密な調節を受けており、他の多くの因子に依存している。
O-GlcNAcは付加と除去が行われる動的な修飾であり、リン酸化と多くの類似点が存在する。O-GlcNAc化とリン酸化は同じセリンまたはスレオニン残基に対して行われ、これら細胞の多くの機能に影響を与える修飾の間には複雑な関係が存在していることが示唆される。修飾は、細胞のストレス応答、細胞周期、タンパク質の安定性、タンパク質の代謝回転などの過程に影響を与える。パーキンソン病や遅発型アルツハイマー病などの神経変性疾患にも関与している可能性があり、糖尿病にも関係していることが判明している。
さらにO-GlcNAc化は、がん細胞が増殖を好むようになる代謝の変化として定義される、ワールブルグ効果を昂進する。O-GlcNAc化とリン酸化は特定の残基に影響を与え、そのためどちらもシグナル伝達経路の調節に重要な機能を果たし、これらの過程のいずれもががん研究の興味深い標的となっている。

### O-マンノース（O-Man）

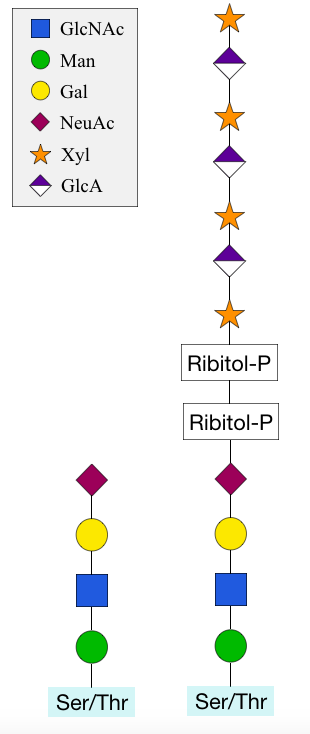
O-マンノース糖鎖はα-ジストログリカンのセリンとスレオニン残基に付加され、タンパク質の2つのドメインを分離する。リビトールリン酸、キシロース、グルクロン酸は長い糖鎖を形成し、基底膜との相互作用を安定化する。

O-マンノシル化は、タンパク質のセリンまたはスレオニン残基へのマンノースの転移を伴う過程であり、ドリコール-P-マンノースを供与体として用いる点で糖ヌクレオチドを供与体分子として用いる他の大部分のO-グリコシル化過程とは異なる。他のO-グリコシル化過程とのさらなる差異として、ゴルジ体ではなく小胞体で開始される過程である。しかし、さらなる糖の付加はゴルジ体で行われる。
近年までこの過程は菌類に限定されていると考えられてきたが、真核生物、細菌、古細菌のすべてのドメインで行われていることが判明している。O-マンノシル化がなされるヒトのタンパク質として最もよく特徴づけられているのは、α-ジストログリカンである。O-Manはタンパク質の2つのドメインを分離し、細胞外領域と細胞内領域を連結して細胞を正しい位置に固定するために必要である。この構造には複雑な修飾によってリビトール、キシロース、グルクロン酸が付加され、長い糖鎖が形成される。この修飾はα-ジストログリカンと細胞外基底膜との相互作用の安定化に必要である。この修飾がなければ糖タンパク質は細胞を固定することができず、重度の脳形成異常で特徴づけられる先天性筋ジストロフィーが引き起こされる。

### O-ガラクトース（O-Gal）
O-ガラクトースはコラーゲンのリジン残基に一般的にみられる。コラーゲンのリジン残基はヒドロキシル基が付加されてヒドロキシリジンが形成されていることが多い。この酸素の付加のため、ヒドロキシリジンはO-グリコシル化を受けることができる。ヒドロキシル基へのガラクトースの付加は小胞体で開始されるが、主に行われるのはゴルジ体で、特定配列のヒドロキシリジンに対してのみ行われる。
このO-ガラクトシル化は全てのコラーゲンで正しい機能のために必要であるが、特にIV型とV型で多く見られる。一部の場合では、ガラクトースのコアにグルコースが付加されることもある。

### O-フコース（O-Fuc）
セリンとスレオニン残基に対するフコースの付加はO-グリコシル化の稀な形式であり、小胞体で2つのフコシルトランスフェラーゼによって触媒される。これらは熱帯熱マラリア原虫Plasmodium falciparumとトキソプラズマToxoplasma gondiiで発見された。
いくつかの異なる酵素がフコースのコアの伸長を触媒する。このことはタンパク質に最初に付加されるフコースに対し、異なる糖が付加されることを意味している。O-グルコシル化とともに、O-フコシル化は主にタンパク質のEGFドメインにみられる修飾である。EGFドメインに対するO-フコシル化は、タンパク質配列の2番目と3番目の保存されたシステイン残基の間の領域に対して行われる。コアとなるO-Fucが付加されると、GlcNAc、ガラクトース、シアル酸の付加による伸長が行われることが多い。
Notchは発生に重要なタンパク質で、いくつかのEGFドメインがO-フコシル化されている。O-フコシル化の変化によってタンパク質が形成する相互作用が決定され、そのため発生時にどの遺伝子が転写されるかが決定される。O-フコシル化は肝臓でのタンパク質分解にも関与している可能性がある。

### O-グルコース（O-Glc）
O-フコシル化と同様、O-グルコシル化は小胞体で行われる稀なO-結合型修飾で、O-グルコシルトランスフェラーゼによって触媒され、タンパク質への付加には一定の配列が必要である。O-Glcは、第VII因子や第IX因子などのEGFドメインの保存された1番目と2番目のシステイン残基の間のセリン残基にしばしば付加される。O-グルコシル化は、NotchのEGFの正しいフォールディングにも必要であるようである。

## プロテオグリカン

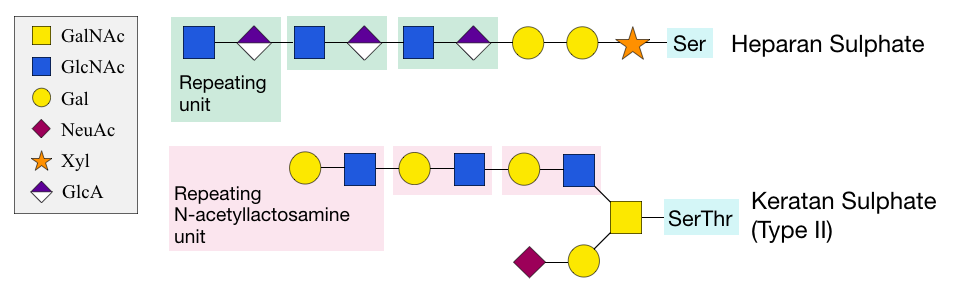
ヘパラン硫酸とケラタン硫酸の構造。それぞれキシロースとGalNAcがタンパク質のセリンとスレオニン残基に付加される。

プロテオグリカンは、グリコサミノグリカン（GAG）と呼ばれる糖側鎖が1つまたはそれ以上のセリン・スレオニン残基に付加されたタンパク質から構成される。GAGは糖の反復構造からなる長い鎖である。通常、プロテオグリカンは細胞表面や細胞外マトリックスに存在し、軟骨や腱の強度と柔軟性に重要である。プロテオグリカンの欠如は心臓と呼吸器の機能不全、骨格筋の発達の欠陥、腫瘍の転移の増加と関係している。
タンパク質の残基の酸素原子に結合している糖によって、さまざまなタイプのプロテオグリカンが存在する。例えば、ヘパラン硫酸のGAGはタンパク質のセリン残基にキシロースを介して結合している。この過程は一般的な過程でなく、特異的なキシロシルトランスフェラーゼを必要とする。キシロースには2つガラクトースが付加され、さらにグルクロン酸とGlcNAcの反復単位が続く。ケラタン硫酸はセリンまたはスレオニン残基にGalNAcが付加され、糖鎖構造はN-アセチルラクトサミンの単位が付加されることで伸長する。タイプIIケラタン硫酸は軟骨で特に広くみられる。

## 脂質

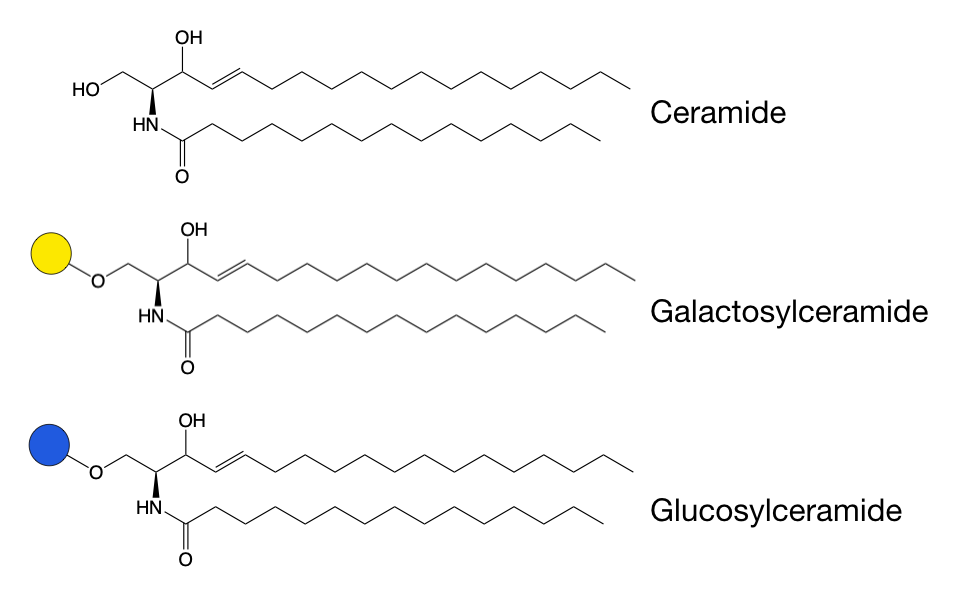
セラミド、ガラクトシルセラミド、グルコシルセラミドの構造。

ガラクトースとグルコースはセラミドのヒドロキシル基にも付加され、これはタンパク質に行われるものとは異なるO-グリコシル化の形式である。その結果形成されるスフィンゴ糖脂質は、膜で受容体の局在に重要な役割を果たす。これれの脂質の不適切な分解はスフィンゴリピドーシスと呼ばれる疾患群を引き起こす。これらの疾患は神経変性と発達障害で特徴づけられることが多い。
セラミドにはガラクトースとグルコースの双方が付加されるため、スフィンゴ糖脂質には2つのグループが存在する。ガラクトスフィンゴ脂質は一般的に非常に単純な構造を持つが、グルコスフィンゴ脂質は修飾を受けることが多くかなり複雑なものとなる。ガラクトスフィンゴ脂質とグルコスフィンゴ脂質の生合成は異なる過程である。グルコースは小胞体の細胞質側でセラミドへ付加され、ゴルジ体内腔で更なる修飾が行われる。一方、ガラクトースは小胞体の内腔側でセラミドへ付加され、ゴルジ体で硫酸基の付加が行われることが多い。

## グリコゲニン
O-グリコシル化がセリンまたはスレオニン残基ではなくチロシン残基に対して行われる唯一の既知の例は、グリコゲニンのチロシン残基に対するグルコースの付加である。グリコゲニンはグルコースからグリコーゲンへの変換を開始するグリコシルトランスフェラーゼであり、筋肉と肝細胞に存在している。

## 臨床的意義
全てのO-グリコシル化過程は体内のあらゆる場所で広くみられ、多くの細胞機能に重要な役割を果たしている。
ルイスエピトープは血液型の決定に重要であり、外来の器官を検出した際の免疫応答を作り出す。これらについての理解は臓器移植に重要である。
免疫グロブリンのヒンジ領域には、構造を維持するために個々のドメイン間で高度にO-グリコシル化された領域が存在する。この修飾の存在によって、外来抗原との相互作用やタンパク質分解からの保護が行われている。
アルツハイマー病はO-グリコシル化の影響を受けている可能性がある。アルツハイマー病において蓄積して神経変性を引き起こすタウタンパク質はO-GlcNAc修飾を含んでおり、疾患の進行に関係している可能性がある。
O-グリコシル化の変化はがんできわめて一般的にみられる。O-グリカン構造、特に末端のルイスエピトープは、腫瘍細胞が転移過程で新たな組織に浸潤する際に重要である。こうしたがん細胞のO-グリコシル化の変化の理解は、新たな診断アプローチや治療機会へとつながる可能性がある。